# リシテア (衛星)
リシテア (Jupiter X Lysithea) は、木星の第10衛星。木星の不規則衛星に分類される。また、ヒマリア群という衛星の集団に属している。
1938年7月6日にセス・バーンズ・ニコルソンが、ウィルソン山天文台で発見した。その後7月30日の観測でも確認され、この時にはカルメも発見されている。リシテアの発見はカルメの発見と合わせて報告された。
名前はギリシア神話のオーケアノスの娘で、ゼウスの愛人の1人であるニュンペー（ニンフ）のリュシテアー (Λυσιθέα) から取られている。発見以降長い間に渡って命名されておらず、正式に命名されたのは1975年で、それ以前はJupiter Xとして知られていた。1955年にブライアン・マースデンが提案したデメテールという名前が使われることもあったが、これは最終的には採用されなかった。この他にも、複数の名称案が提案されていた。